# Laboratório
Laboratório é uma sala ou espaço físico devidamente equipado com instrumentos próprios para a realização de experimentos e pesquisas científicas diversas, dependendo do ramo da ciência para o qual foi planejado.
A importância do laboratório na investigação ou escala industrial em qualquer de suas especialidades, seja química, dimensional, elétrica, biológica, baseia-se no exercício de suas atividades sob condições ambientais controladas e normatizadas, de modo a assegurar que não ocorram influências estranhas que alterem o resultado do experimento ou medição e, ainda, de modo a garantir que o experimento seja repetível em outro laboratório e obtenha o mesmo resultado.

## Riscos em laboratório de saúde
A realização de experiências por meio de cálculos, medições e análises químicas, físicas e  biológicas exigem controle e precisão alcançáveis apenas em espaço e ambiente estruturados para tal, de acordo com normas técnicas estabelecidas por lei. Essas atividades envolvem riscos como o biológico, por exemplo, associado ao manuseio de material infectado; como riscos ergonômico, químico, físico, entre outros. Por essa razão, a sua prática é orientada por manuais de biossegurança que determinam procedimentos operacionais padronizados visando diminuir ou eliminar riscos às saúdes ocupacional e pública.
Entre as ações regulamentadas e fiscalizadas por órgãos de vigilância à saúde, incluem-se a instalação, a montagem e o funcionamento de um laboratório, os quais obedecem a requisitos de segurança como temperatura, umidade, pressão atmosférica, rede elétrica, isenção de contaminação microbiológica em suspensão no ar ou em poeiras, isenção de vibração e de ruído, além de instalações e equipamentos mantidos sob  controle de qualidade atestada.

## Uso didático do laboratório
Instituído pelo físico alemão Justus von Liebig (1803—1873), o uso didático do laboratório ganha destaque no ensino da ciência e revela ao aluno um momento importante para a formação de suas próprias reflexões e conclusões.
É comum, na prática laboratorial, a utilização de modelos físicos e matemáticos como meios de compreensão da realidade por trás dos fenômenos ou objetos de estudo, quer sejam estes indiretamente acessíveis aos sentidos, quer não. Em termos científicos, a física busca fornecer compreensão acerca das grandezas e entes físicos mais universais e fundamentais. É por tal sempre relevante aos estudos científicos acerca do mundo natural. Tem-se a exemplo a temperatura como grandeza física geralmente controlada em um ambiente laboratorial, e o termômetro como aparelho presente em praticamente todos os laboratórios das ciências naturais.

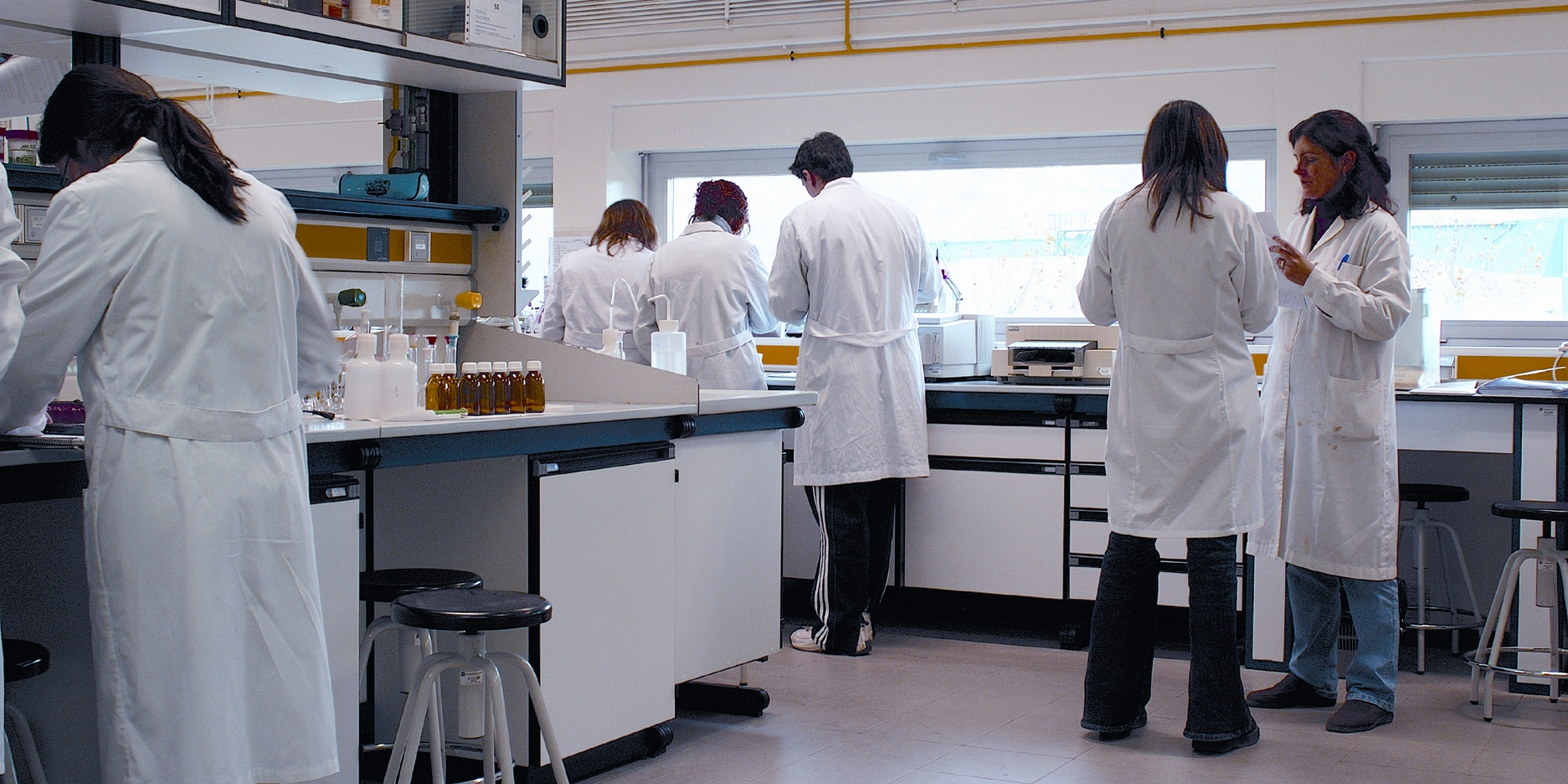
Cientistas trabalhando em um laboratório.

### Laboratórios de química
Nos laboratórios de química, normalmente, há pelo menos uma capela de laboratório onde produtos químicos tóxicos e perigosos podem ser manipulados sem risco. Isto reduz e, ao menos em intenção, elimina o risco de inalação dos gases tóxicos produzidos pela reação dos produtos químicos.

## Instrumentos e equipamentos de laboratório
Os materiais utilizados em um laboratório são específicos. Diferenciam-se, entretanto, de acordo com a utilização em laboratórios de química, de física, de biologia, de clínica médica, de hidráulica, de solos, de aeronáutica entre outros. Um exemplo de instrumento é a Bureta, um tubo cilíndrico graduado e apresenta na parte inferior uma torneira de vidro controladora da vazão e é empregada especificamente nas titulações.
- Balança
- Balão fundo chato ou "balão de Florença"
- Balão fundo redondo
- Balão fundo redondo com gargalo de virola
- Balão tritubulado comum
- Balão bitubulados
- Balão de adição tritubulado
- Balão volumétrico
- Banho Maria
- Bastão de vidro
- Béquer
- Bico de Bunsen
- Capela
- Centrífuga
- Colorímetro
- Condensador Liebig
- Condensador West
- Condensador a ar
- Condensador Allihn
- Condensador Davies (camisa dupla)
- Condensador Friederich
- Condensador Serpentina
- Condensador Dewar
- Erlenmeyer
- Espectrofotômetros
- Estufa
- Frasco de Grignard
- Funil de Filtração de 60º
- Funil de separação
  - Funil Buchner
  - Funil Hirsch
  - Funil com prato de Witt
  - Funil com crivo ou placa perfurada
  - Funil multi poroso
- Kitasato
- Microscópio
- Mufla
- Pipeta
- Pisseta
- Placa de petri
- Proveta
- Suporte para garra de condensador
- termostato
- Tubo de ensaio

## Profissionais que trabalham em laboratório
- Físico
- Químico
- Biólogo
- Psicólogo
- Biomédico
- Bioquímico
- Perito criminal
- Bioquímico
- Biotecnólogo
- Médico (Patologia Clínica ou Anatomia Patológica)
- Farmacêutico
- Auxiliar técnico de laboratório
- Técnico em análises clínicas
- Técnico em química
- Técnico em histologia
- Técnico em citologia

## História

### Brasil
No Brasil, os primeiros laboratórios começaram com a transferência da corte portuguesa. Os primeiros laboratórios existentes no Rio de Janeiro foram o Laboratório do Conde da Barca (1808-?), o Laboratório Químico-Prático do Rio de Janeiro (1812-1819) e o Laboratório Químico do Museu Nacional (1824-1931).